# Туризм в Карелии
Туризм в Республике Карелия — одна из отраслей экономики Республики Карелия, составляющая около 5 % валового внутреннего продукта. В Карелии популярны традиционный активный, культурный, а также «зеленый» виды туризма.

## Описание

Сплав на катамаране.

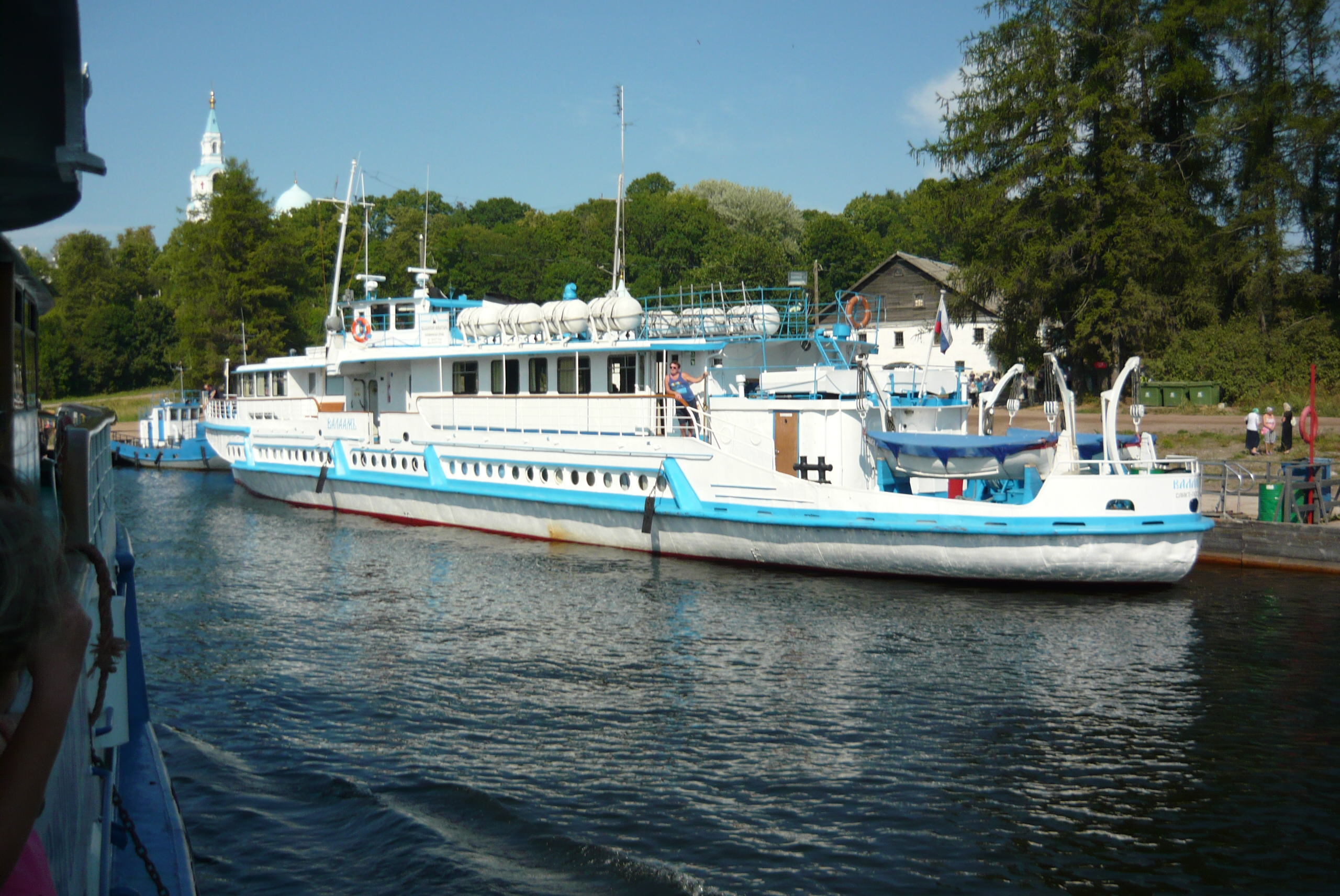
Теплоход «Валаамъ», возит организованные группы паломников на Валаам от Владимирской бухты (около о. Коневец).

Карелия привлекает туристов прежде всего экологически чистой природой, малой плотностью населения и конкурентоспособными ценами. Однако туристический сервис в республике ещё в стадии становления. Туристические компании Карелии специализируются на летних и зимних видах отдыха, так или иначе связанных с природой.
Летом Карелия популярна у любителей водного туризма, путешественников на велосипедах и автомобилях, у рыбаков и охотников. По Ладожскому и Онежскому озёрам курсируют круизные теплоходы различных компаний.
В зимнее время в Карелии есть возможность заниматься всеми видами лыжного спорта, принять участие в сафари на собачьих или оленьих упряжках, совершить путешествие на снегоходах. Туристические агентства предлагают разнообразные маршруты с осмотрами достопримечательностей, памятников истории и культуры. С января 2012 года проходит международная гонка на собачьих упряжках «По земле Сампо». Развивается конный туризм.
Круглогодично работают санатории посёлка Марциальные воды — первого курорта России, основанного в 1719 указом Петра Первого.
Туристам, посещающим западную часть республики, объявленную пограничной зоной, следует иметь при себе удостоверение личности (общегражданские паспорта, детям — свидетельства о рождении) для возможного прохождения паспортного контроля.

## Галерея
Культурно-исторические достопримечательности:

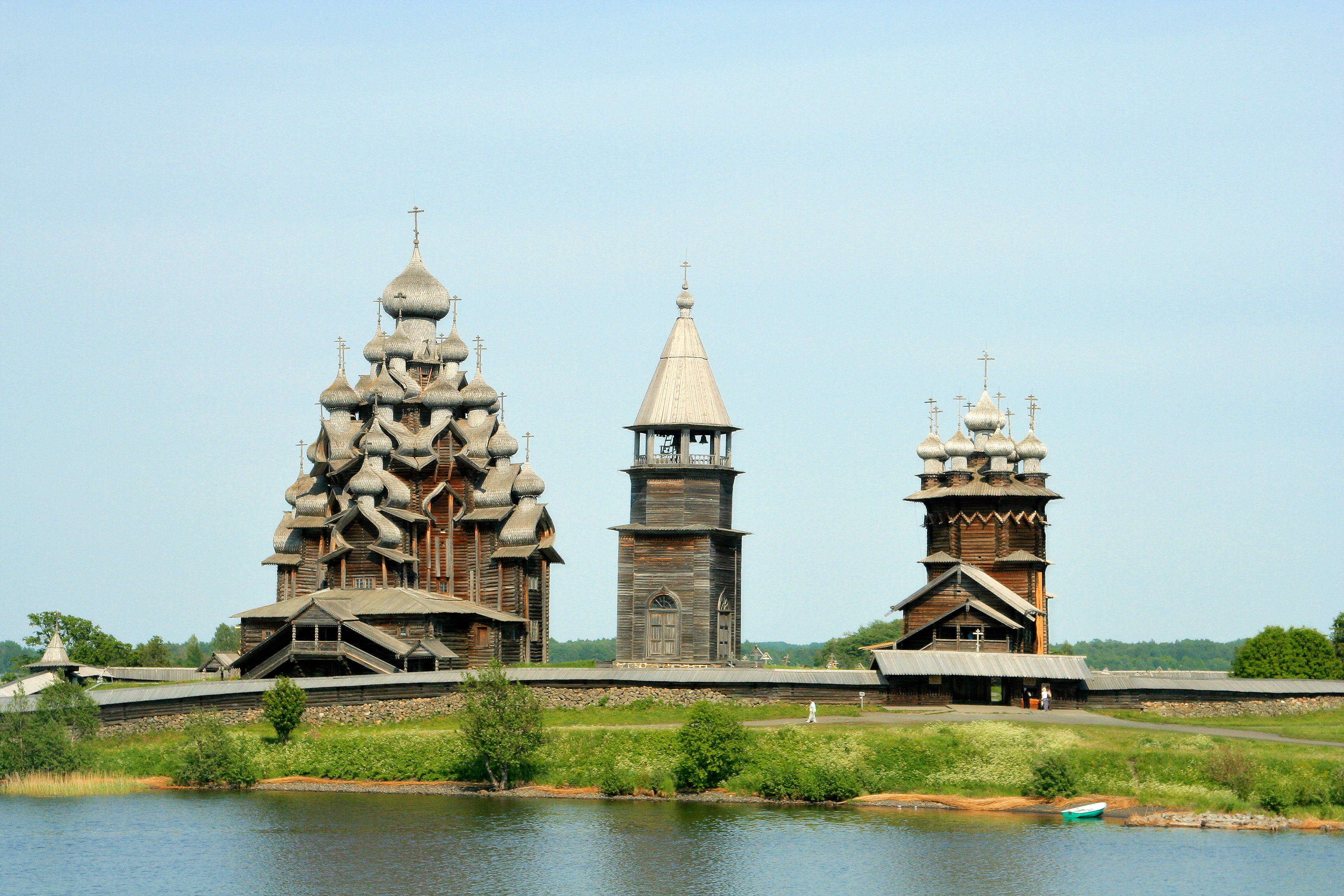
Кижский погост музея-заповедника «Кижи» на Кижи на Онежском озере — всемирно известный памятник деревянного зодчества
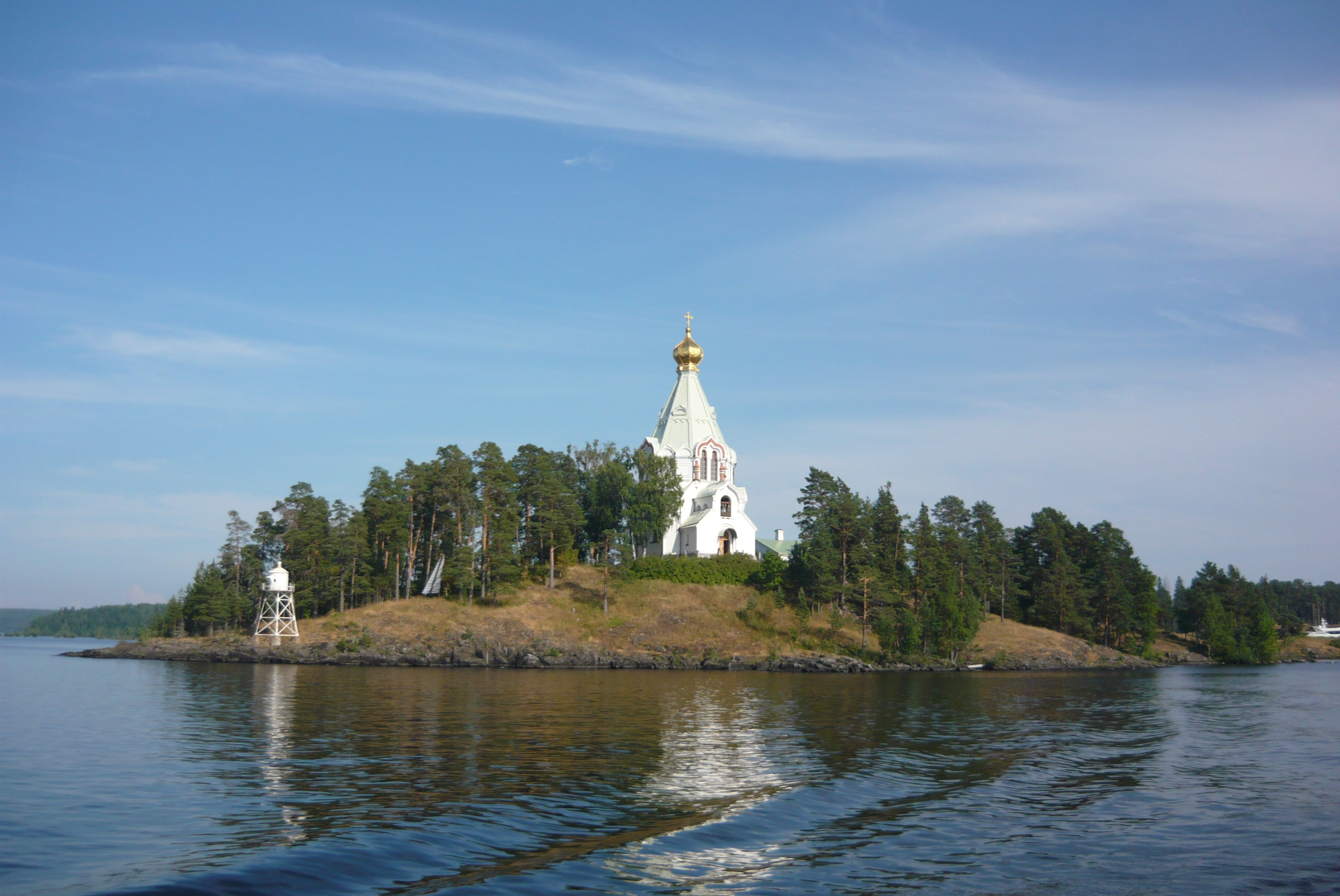
Остров Валаам на Ладожском озере, где находится Валаамский монастырь

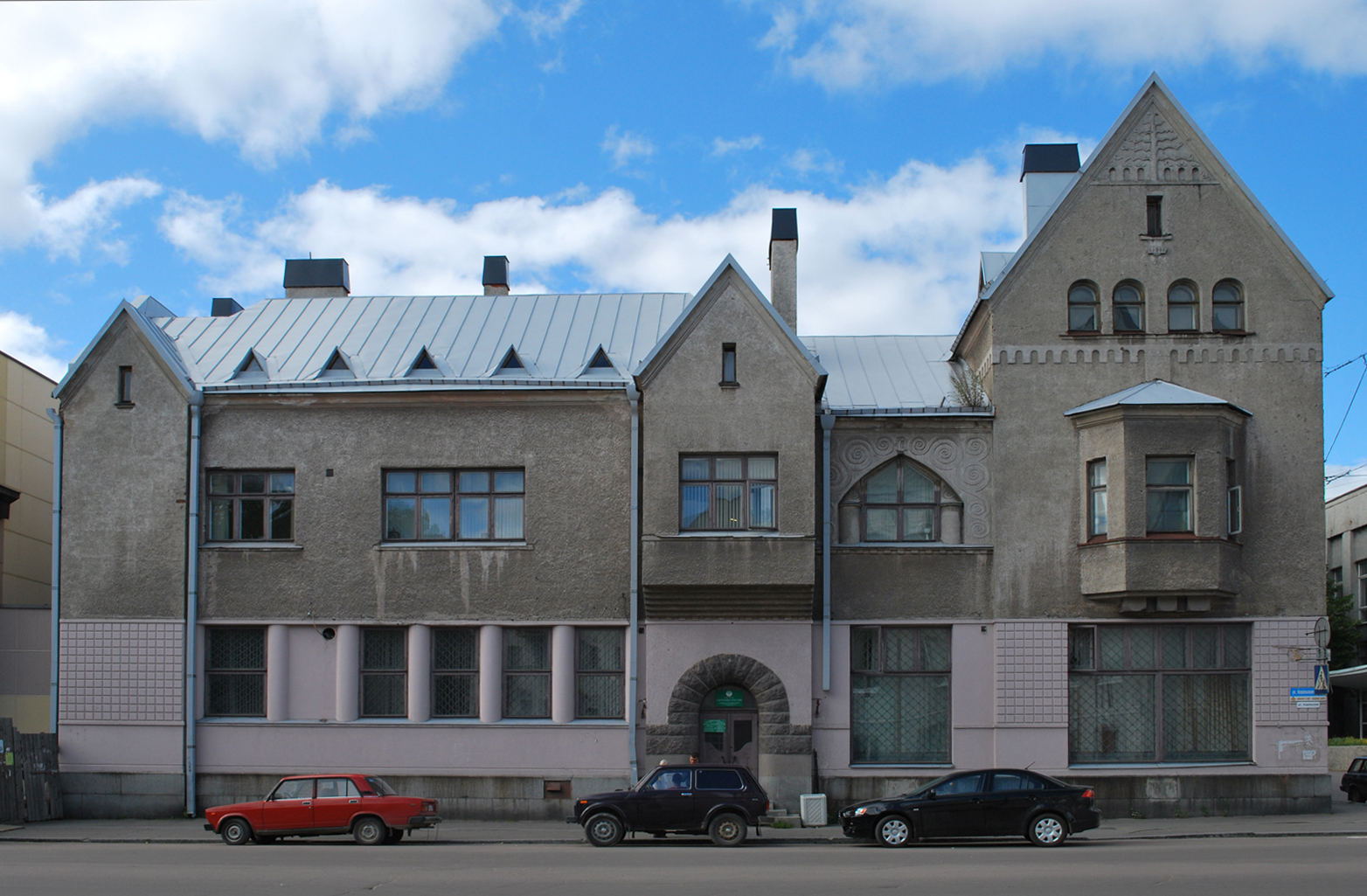
Архитектура города Сортавала — северный модерн, неоклассицизм, функционализм
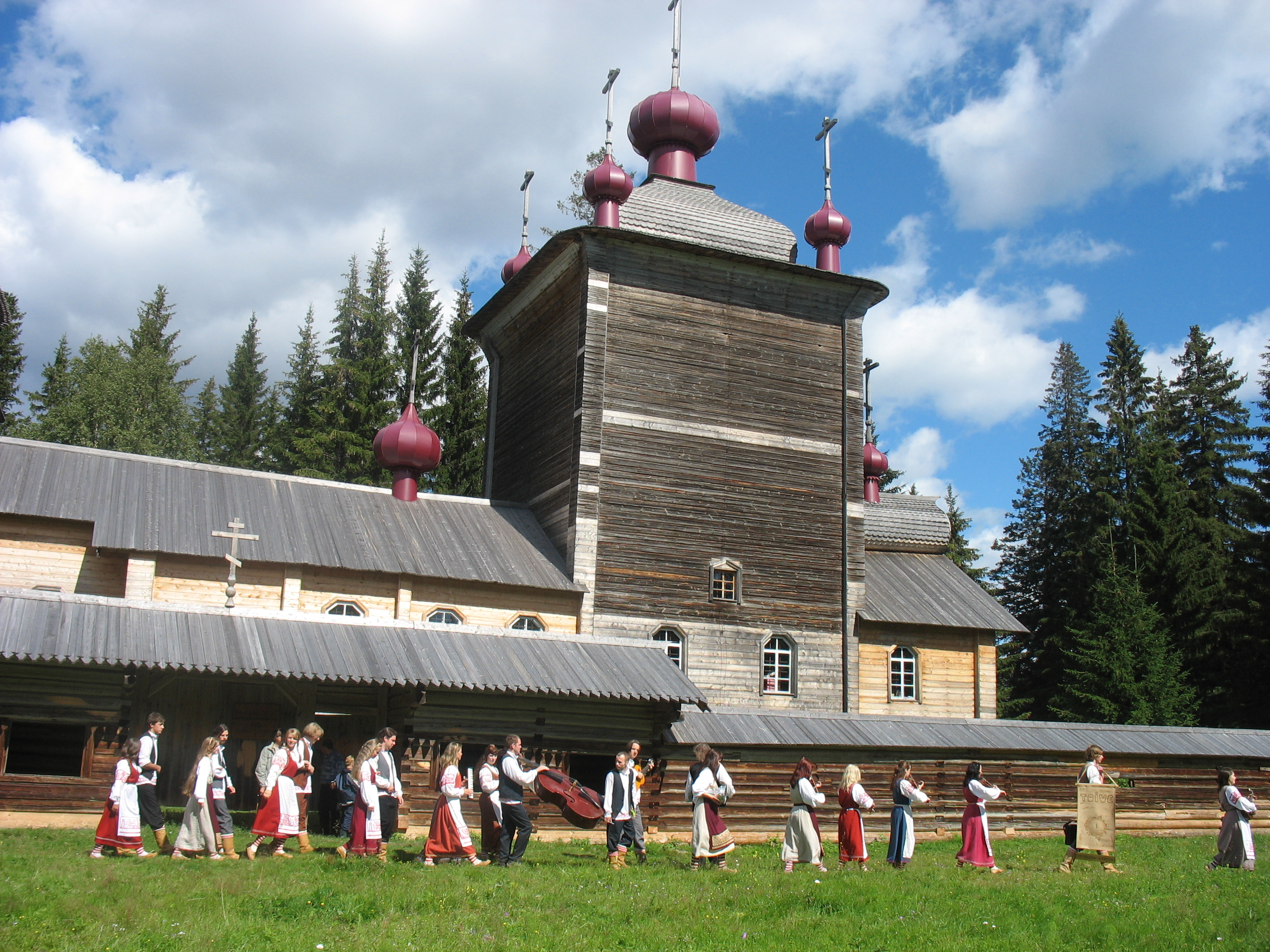
Архитектурный ансамбль Ильинского погоста

Природные объекты туризма:

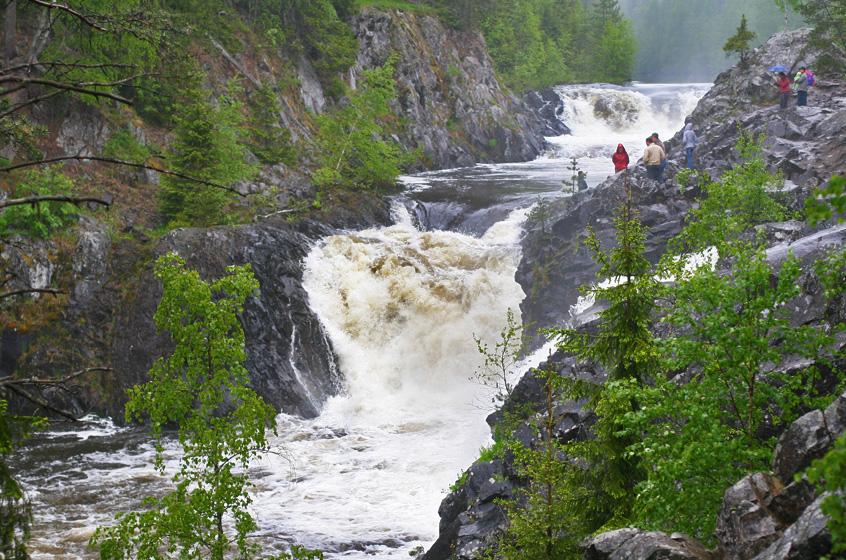
Водопад Кивач на реке Суна
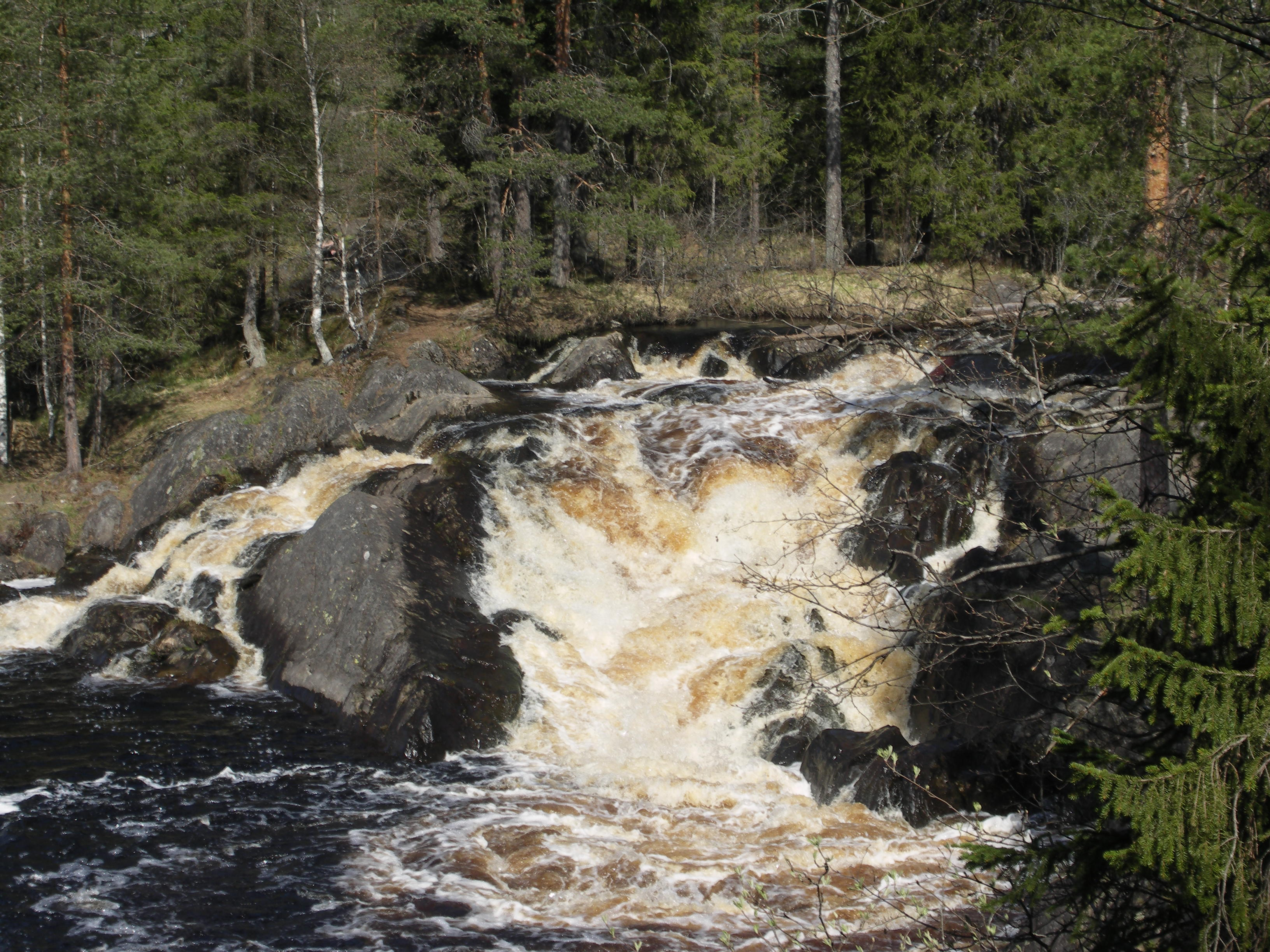
Рускеальские водопады на реке Тохмайоки
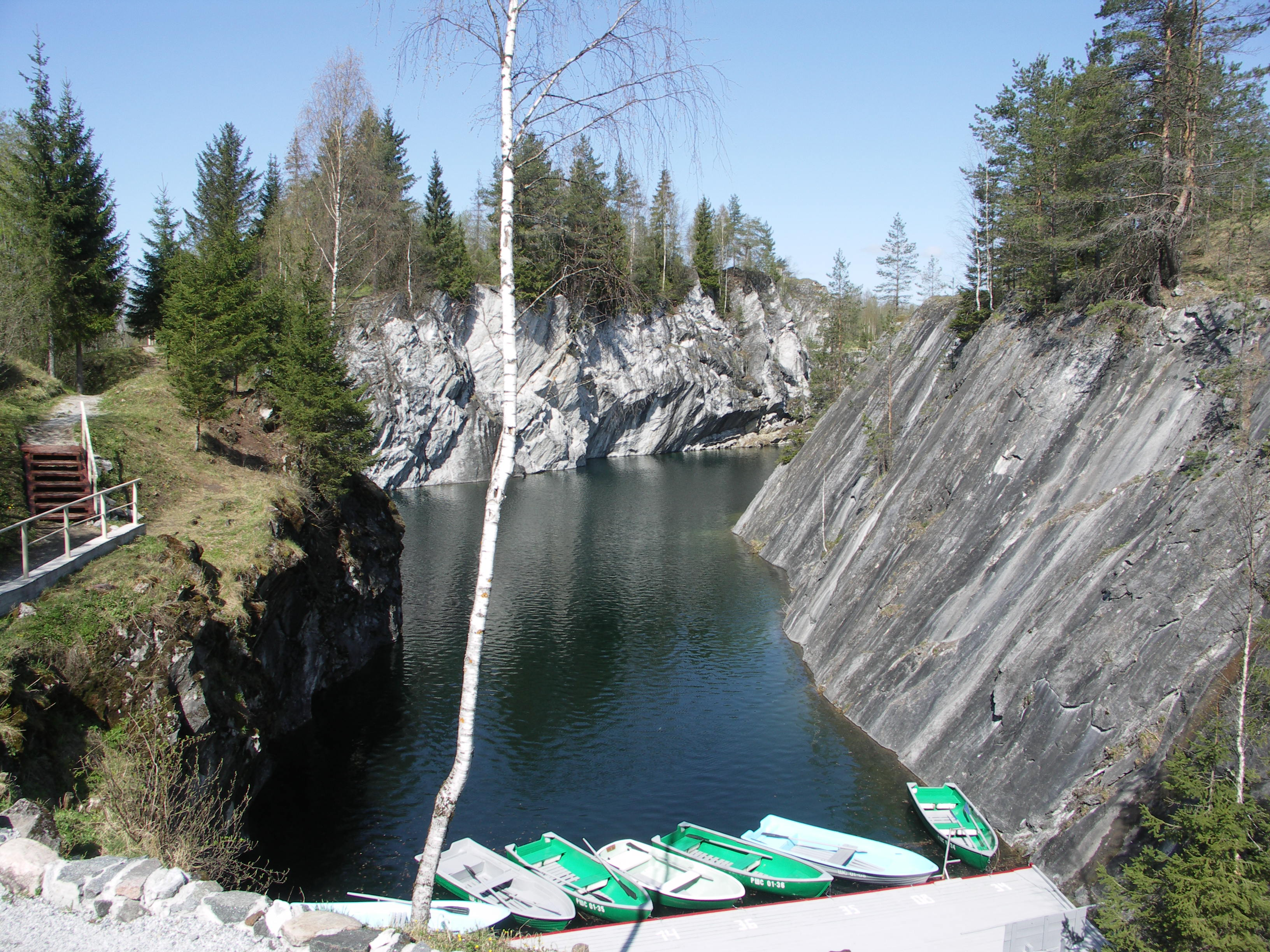
Рускеальский мраморный карьер

- Водопад Юканкоски на реке Кулисмайоки
- Водопад Кумио (Кумо-порог) в 70 км на северо-западе от Вокнаволока
- Шхеры Северного Приладожья
- Национальный парк Паанаярви
- Беломорские петроглифы — древние изображения, выбитые в скалах недалеко от Беломорска
- Онежские петроглифы — изображения эпохи неолита, выбитые на скалах близ Пудожа
- Гора Воттоваара